# Kęszycki
Kęszycki – polski herb hrabiowski, odmiana herbu Nałęcz.

## Opis herbu
W polu czerwonym pomłość srebrna.
Nad tarczą korona hrabiowska, nad którą hełm z klejnotem: Panna w szacie czerwonej, z nałęczką na rozpuszczonych włosach, między dwoma rogami jelenimi, których się trzyma.

## Najwcześniejsze wzmianki
Nadany z tytułem hrabiowskim Marcinowi z Kęszyc przez papieża Piusa IX w 1875 roku.

## Herbowni
Kęszycki.